# Kevin Volland
Kevin Volland (* 30. července 1992 Marktoberdorf) je německý profesionální fotbalista, který hraje na pozici útočníka za německý klub 1. FC Union Berlín a za německý národní tým.

## Klubová kariéra
Volland začal s fotbalem na profesionální úrovni v klubu 1860 München. V roce 2012 přestoupil do klubu TSG 1899 Hoffenheim.
V úvodu sezóny 2015/16 vyrovnal v dresu Hoffenheimu v 9. sekundě hry rekord Karima Bellarabiho v nejrychleji dosažené brance v německé Bundeslize, podařilo se mu to 22. srpna 2015 ve druhém kole proti FC Bayern Mnichov (prohra 1:2).
20. května 2016 přestoupil za přibližně 20 milionů eur do Bayeru Leverkusen, se kterým podepsal smlouvu na pět let. Od 2. září 2020 nastupuje za klub AS Monako.

## Reprezentační kariéra
Kevin Volland reprezentoval Německo v mládežnických kategoriích U17, U18, U19, U20 a U21. Zúčastnil se Mistrovství světa hráčů do 17 let 2009 v Nigérii, kde mladí Němci vypadli v osmifinále proti Švýcarsku po výsledku 3:4 po prodloužení. 

Trenér Horst Hrubesch jej nominoval na Mistrovství Evropy hráčů do 21 let 2015 konané v Praze, Olomouci a Uherském Hradišti. Na turnaji byl kapitánem týmu. V zápase proti Dánsku pomohl dvěma góly k vítězství 3:0.
V A-mužstvu Německa debutoval 13. května 2014 v přátelském zápase v Hamburku proti Polsku (remíza 0:0).